# Vega (stjärna)
För andra betydelser, se Vega.
Vega (α Lyr, α Lyrae, Alfa Lyrae) är den ljusaste stjärnan i stjärnbilden Lyran. Namnet kommer från det arabiska ordet waqi som betyder ”dykande”, från frasen ”den dykande örnen”.
Vega är den näst ljusaste stjärnan på den norra stjärnhimlen och den femte ljusaste stjärnan på hela stjärnhimlen (före kommer Sirius, Canopus, Alfa Centauri och Arcturus, de tre förstnämnda på södra stjärnhimlen). Avståndet till Vega är 25 ljusår, därmed är Vega en relativt närbelägen stjärna.
Stjärnan har en massa som är 2,5 gånger så stor som solen. Dess effekt är 50 gånger större än solens, vilket gör att den kommer att ha en livslängd 1 000 000 000 år (1 miljard), en tiondel av solens.
Runt Vega finns en gasfattig cirkumstellär skiva av kollisionsspillror och partiklar, upptäckt av satelliten IRAS på 1980-talet. Detta antyder att planeter är färdigbildade, om sådana någonsin har bildats.

## Historik
Historiskt har Vega tjänat som norra polstjärnan för runt 14 000 år sedan och kommer åter göra detta om cirka 14 000 år. Stjärnan har i många sammanhang varit först. Den var 1850 den första stjärnan efter solen att bli fotograferad. Den blev även, 1872 den första stjärnan vars spektrum fotograferades.

## Fragmentskiva

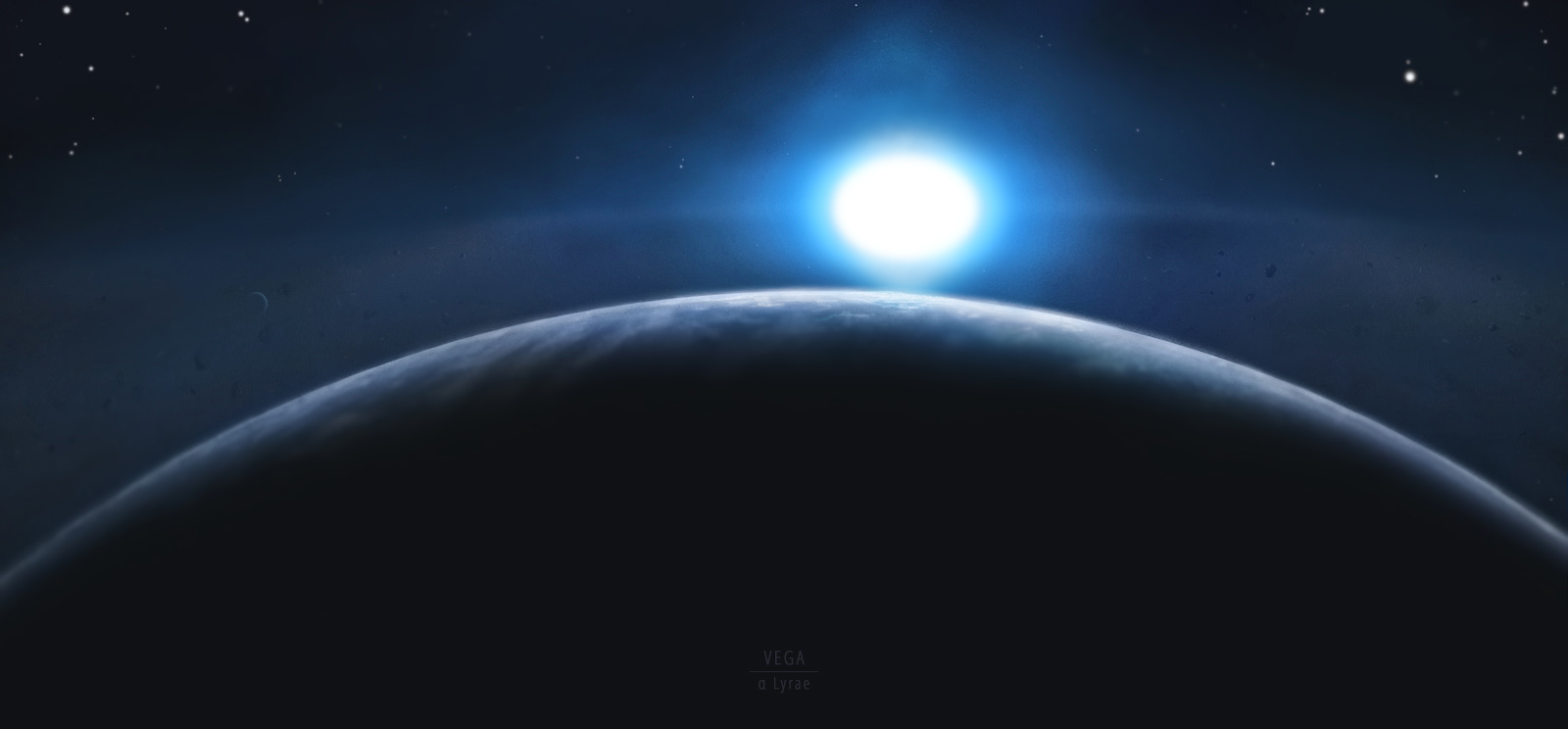
Impression av en planet runt Vega.

Baserat på uppmätt emission av utstrålad så kallad infraröd excess, drar man slutsatsen att Vega har en cirkumstellär skiva av rymdstoft. Detta stoft är högst troligt resultat av fortlöpande kollisioner mellan föremål i banor i en fragmentskiva, analog med Kuiperbältet i Solsystemet. Stjärnor som uppvisar infraröd excess till följd av stoftemission klassas som Vega-lika. Oregelbundenheter i Vegas skiva antyder även närvaro av åtminstone en planet, troligen omkring Jupiters storlek i bana runt Vega.

## Fiktion
Vega förekommer i flera science fiction-berättelser. Det är från dess stjärnsystem som jorden mottar de första signalerna från utomjordiskt liv i Carl Sagans roman Kontakt, även filmatiserad under samma titel 1997. I Robert Heinleins bok Egen rymddräkt finnes (1958) finns en avancerad civilisation i dess planetsystem. I Star Trek förekommer flera gånger referenser till mänskliga kolonier i Vegasystemet.

### Fotnoter
1. 1 2 3 4 5 6 7 8 9 10 11 12 13 14 15 16 17 18 19 20 21 22 23 24 25 26 27 28 29 30 31 32 33 34 35 36 37 38 39 40 41 42 43 44 45 46  SIMBAD Astronomical Database.[källa från Wikidata]
2. ↑  hämtat från: engelskspråkiga Wikipedia.[källa från Wikidata]
3. ↑  K. Y. L. Su et al (26 februari 2005). ”The Vega Debris Disk: A Surprise from Spitzer” (Scholar search). The Astrophysical Journal "628":  ss. 487–500. doi:10.1086/430819. Läst 2 november 2007.
4. ↑  Song, Inseok (26 februari 2002). ”M-Type Vega-like Stars”. The Astronomical Journal "124" (1):  ss. 514–518. doi:10.1086/341164. http://adsabs.harvard.edu/abs/2002AJ....124..514S. Läst 10 november 2007.
5. ↑  Wilner, D. (26 februari 2002). ”Structure in the Dusty Debris around Vega”. The Astrophysical Journal "569":  ss. L115–L119. doi:10.1086/340691. http://adsabs.harvard.edu/abs/2002ApJ...569L.115W. Läst 30 oktober 2007.
6. ↑  Wyatt, M. (26 februari 2002). ”Resonant Trapping of Planetesimals by Planet Migration: Debris Disk Clumps and Vega's Similarity to the Solar System”. The Astrophysical Journal "598":  ss. 1321–1340. doi:10.1086/379064. http://adsabs.harvard.edu/abs/2003ApJ...598.1321W. Läst 30 oktober 2007.
7. ↑  Anders Engström (22 december 2002). ”Snabbare än ljuset”. I dag. Arkiverad från originalet den 9 oktober 2016. https://web.archive.org/web/20161009234214/http://www.idg.se/2.1085/1.71582/snabbare-an-ljuset. Läst 7 oktober 2016.